# Кокошник
Кокошник је традиционални руске покривке за главу који носе жене и девојке уз сарафан. Традиција кокошника постоји од 10. века у древном руском граду Великом Новгороду. Ширио се првенствено у северним регионима Русије и био је веома популаран од 16. до 19. века. Кокошник је и данас важна карактеристика руских плесних ансамбала и народне културе и инспирисала је кокошнички стил архитектуре.

## Преглед
Историјски гледано, кокошник је покривач за главу који су носиле удате жене, мада су и девојке носиле предмет веома сличан кокошнику назван повиазка. Реч кокошник описује велики избор украса за главу који се носе широм Русије.
Док су се у прошлости стилови кокошника увелико разликовали, тренутно се кокошник углавном повезује са високим покривачем за главу у облику нимбуса или гребена који се везује на потиљку дугим дебелим тракама у великој машни. Може бити украшен бисерима и златним украсима или једноставном апликацијом.

## Историја
Реч кокошник се први пут појављује у документима из 16. века и потиче од старословенског кокош, што значи „кокош“ или „петао“. Међутим, најранији комади сличног типа (чврсти цилиндрични шешир који је потпуно покривао косу) пронађени су у сахранама од 10. до 12. века у Великом Новгороду.
После Револуције 1917, руски емигранти су популаризовали кокошник у европској моди.
Румунска краљица Марија носила је Картијеову тијару креирану да личи на руски кокошник за њен портрет из 1924. који је насликао Филип де Ласло. Тијара је била међу предметима који су били изложени на изложби „Картије: стил и историја“ у Гран Паласу у Паризу од 4. децембра до 16. фебруара 2014.
Један од костима сенатора Падме Амидале у саги о Ратовима звезда, Златни путнички костим, заснован је на руској народној ношњи са кокошником, познатом у остатку Европе по фотографијама снимљеним током бала у Зимском двору 1903..
Неки навијачи Русије на Светском првенству у фудбалу 2018. носили су једноставне верзије кокошника. У последњих неколико година кокошници направљени од цвећа постали су популарни. Данас су популарни руски сувенир.

## Галерија
- Седам различитих врста кокошника
- Млада велика кнегиња Александра Павловна у кокошнику и сарафану, 1790-их
- Царица Александра Фјодоровна (Шарлота Пруска) у кокошнику, 19. век.
- Девојка у кокошнику, Михаил Нестеров, 1885.
- Бољарка Виктора Васњецова (портрет В. С. Мамонтова), 1884.
- Бољарја са кокошником прекривеним велом. Слика Константина Маковског из 19. века.
- Жена која носи велики, богати кокошник са два рога, 20. век.
- Принцеза Олга К. Орлова у маскенбалском костиму за бал 1903. Фотографија Елена Мрозовскаиа.
- Велика кнегиња Русије Олга Николајевна у руској дворској хаљини 1910.
- Девојка у Кокошнику Софије Ивановне Крамске
- Жене руског плесног ансамбла са кокошницима, 2017.
- Илустрација Бориса Зворикина, на којој се појављују три жене, од којих две носе кокошнике